# Arnold Dreyblatt
Arnold Dreyblatt (født 1953 i New York City) er en amerikansk billedkunstner, minimalistisk komponist og musiker. Bosiddende i Berlin siden 1984. Er en noget avanceret komponist, der også har skrevet værker uden lyd.

## Diskografi
- Appalachian Excitation, Northern Spy Records, CD, 2013, with Megafaun
- Resonant Relations, Cantaloupe Music, CD, 2008
- Live at Federal Hall, Table of the Elements, CD, 2006
- Lapse, Table of the Elements, LP, 2004
- The Adding Machine, Cantaloupe Music, CD, 2002
- Escalator on “Renegade Heaven, Bang on a Can All-Stars, Cantaloupe Music, CD, 2000
- The Sound of One String – Previously Unreleased Live Recordings 1979-1992, Table of the Elements, CD, 1998
- Animal Magnetism, Tzadik Records, CD
- a haymisch groove, Extraplatte, Vienna, CD, 1994
- Propellers in Love, and “High Life”, HatART, CD, 1986
- Nodal Excitation, India Navigation Records, LP, 1982

## Eksterne links
Arnold Dreyblatt website